# La reina Traidora
La reina Traidora (título original: The Traitor Queen) es una novela de fantasía de la escritora australiana Trudi Canavan, con la que concluye la trilogía La espía Traidora, ambientada en el mismo mundo que sus Crónicas del mago negro. Fue publicada por primera vez en inglés en agosto de 2012, y la edición española apareció en marzo de 2013.

## Sinopsis
La historia de La reina Traidora empieza casi inmediatamente después de los sucesos narrados en La renegada, el segundo volumen de la trilogía La espía Traidora. El regreso de Lorkin, hijo de la maga negra Sonea, a la capital de Sachaka después de su semiinvoluntario exilio con las Traidoras, provoca un conflicto diplomático entre dicho país y Kyralia, sede del Gremio de los Magos. Aunque la misión de Lorkin consiste en trabar una alianza entre las Traidoras y Kyralia, el rey sachakano tiene planes distintos para todas las partes implicadas.
Mientras tanto, en Imardin (capital de Kyralia), Sonea se dispone a partir, junto a su antiguo antagonista lord Regin, al encuentro de una delegación de las Traidoras. Pero en el Gremio de los Magos están sucediendo acontecimientos que determinarán el futuro de los bajos fondos de la ciudad, pues Lilia esconde a Cery, Gol y Anyi del ladrón Skellin, que se ha apoderado con malas artes del submundo de Imardin. Los sucesos de Sachaka y Kyralia determinarán el futuro de la magia y del mundo que comparten ambos países.